# VV Veendam in het seizoen 1957/58
Het seizoen 1957/1958 was het vierde jaar in het bestaan van de Veendamse betaaldvoetbalclub Veendam. De club kwam uit in de Tweede divisie B en eindigde daarin op de zesde plaats. Tevens deed de club mee aan het toernooi om de KNVB beker, hierin werd de club in de tweede ronde, op basis van uitdoelpunten, uitgeschakeld door Wageningen (2–2).

## Wedstrijdstatistieken

### Tweede divisie B
|       | Be Quick | Enschedese Boys | Go Ahead | Heerenveen | Heracles | N.E.C. | Oldenzaal | Oosterparkers | PEC   | Rheden | Tubantia | Velocitas | Zwartemeer | Zwolsche Boys |
| ----- | -------- | --------------- | -------- | ---------- | -------- | ------ | --------- | ------------- | ----- | ------ | -------- | --------- | ---------- | ------------- |
| Thuis | 4 – 2    | 2 – 3           | 1 – 1    | 1 – 0      | 2 – 3    | 2 – 1  | 0 – 2     | 4 – 0         | 2 – 1 | 3 – 2  | 2 – 3    | 2 – 2     | 5 – 2      | 8 – 0         |
| Uit   | 2 – 1    | 1 – 0           | 6 – 2    | 1 – 1      | 0 – 2    | 0 – 0  | 4 – 1     | 3 – 4         | 4 – 3 | 0 – 1  | 4 – 0    | 3 – 1     | 1 – 1      | 2 – 0         |

### KNVB beker
| 1e ronde                                        | Veendam                                                     | 4 – 0 (1 – 0)                                  | Meeden                                    |
| 26 december 1957 Plaats: Veendam De Langeleegte | Martinus Marquering Afinus de Vries –', –' Jan van der Berg |                                                |                                           |
| 2e ronde                                        | Veendam                                                     | 2 – 2 (1 – 1) Wageningen wint op uitdoelpunten | Wageningen                                |
| 13 april 1958 Plaats: Veendam De Langeleegte    | Sietze de Jong –', 58'                                      |                                                | Charley van de Weerd 85' Ton van de Weerd |

## Statistieken Veendam 1957/1958

### Eindstand Veendam in de Nederlandse Tweede divisie 1957 / 1958
| Stand | Gespeeld | Gewonnen | Gelijk | Verloren | Punten | Doelpunten voor | Doelpunten tegen |
| ----- | -------- | -------- | ------ | -------- | ------ | --------------- | ---------------- |
| 4e    | 28       | 11       | 5      | 12       | 27     | 55              | 53               |

### Topscorers
| #              | Naam                  | Goal |
| -------------- | --------------------- | ---- |
| 1.             | Jan van der Berg      | 10   |
| 1.             | Martinus Marquering   | 10   |
| 1.             | Mattheus Korte        | 10   |
| 4.             | Afinus de Vries       | 9    |
| 5.             | Piet Commandeur       | 6    |
| 6.             | Leo Stemkens          | 3    |
| 6.             | Sietze de Jong        | 3    |
| 8.             | Jannie Löhr           | 1    |
| 8.             | Max Rosies            | 1    |
| 8.             | Jan Walburg           | 1    |
| Eigen doelpunt |                       |      |
| –              | Henk Bosveld (Rheden) | 1    |
| Totaal         | Totaal                | 55   |

| #      | Naam                | Goal |
| ------ | ------------------- | ---- |
| 1.     | Sietze de Jong      | 2    |
| 1.     | Afinus de Vries     | 2    |
| 3.     | Jan van der Berg    | 1    |
| 3.     | Martinus Marquering | 1    |
| Totaal | Totaal              | 6    |